# Agartala
Agartala (hindi अगरतला, trb.: Agartala, trl.: Agartalā; bengalski আগার্তালা; ang. Agartala) – miasto w północno-wschodnich Indiach, na Nizinie Hindustańskiej, przy granicy z Bangladeszem, stolica stanu Tripura. Około 203,6 tys. mieszkańców.